# Sho Hashi
Sho Hashi (尚巴志, Shō Hashi) foi o primeiro monarca do Reino de Ryukyu, que unificou os três reinos (Chuzan, Hokuzan e Nanzan) que à época disputavam o controle sobre o arquipélago de Oquinaua. Após a unificação das coroas, a capital passou a ser Shuri, onde se localiza ainda o importante castelo homônimo. Desde a anexação, a região tornou-se a Província de Oquinaua, com capital em Naha, com o banimento da família real para Tóquio e consequente finalização dessa linha real.